# 科学戦隊ダイナマン
『科学戦隊ダイナマン』（かがくせんたいダイナマン）は、1983年2月5日から1984年1月28日まで、テレビ朝日系列で全51話が放送された、東映制作の特撮テレビドラマ、および作中で主人公たちが変身するヒーローチームの名称。「スーパー戦隊シリーズ」第7作目に当たる。
放送時間は、1983年4月2日放送分（第9話）までは毎週土曜18:00 - 18:30、同年4月9日放送分（第10話）より同18:00 - 18:25（いずれもJST）。

## 概要
本作品は、「科学と夢」というテーマを掲げ、ダイナミック、ダイナマイトといった動きのあるイメージを持ったキーワードを意識する形で企画が立ち上げられた。一方で、それらのキーワードの持つイメージを、スーツやマスクといった造形物のデザインに反映し辛いことから、安定した人気を持っていた野球をモチーフとして『野球戦隊Vリーガー』と名付けられて企画が進められた。その後、タイトルは『科学戦隊ダイナマン』に改められたが、しかしどうコスチュームをアレンジしても、長い歴史の中で洗練されてきた実際の野球ユニフォームの格好よさには及ばないことの判断とスケジュールの都合から、最初の撮影会の時点で胸にあしらわれていた野球のユニフォーム風の欧文ロゴを外し、スーツとマスクに若干の修正を加え従来の戦隊のイメージに近いデザインへと変更された。決定デザインの半袖スーツや、ブラックとブルーが取る一本足打法のようなポーズ、ダイナロボの合体コードである「グランドスラム」（満塁ホームランの意）などに野球戦隊の名残りが見られる。
野球戦隊から企画が軌道修正されてからはダイナマイトのイメージを重視し、また魂の爆発を作品の魅力の一つとしようという発想から、それを表現するべく爆発にこだわった作品となった。主題歌の歌詞にも「爆発」という言葉が繰り返し使われているほか、映像表現でもナパームや色粉を用いた爆発シーンが多用された。プロデューサーの鈴木武幸によると過去最高の火薬量が使われたという。そのほか、シリーズで初めてクレーンを用いたワイヤーアクションが取り入れられるなどアクション面の強化が行われた。
また本作品の大きな特徴として、アニメテイストの導入があげられる。その代表的な例が、当時ロボットアニメで流行していた美形キャラを実写作品に反映させた敵幹部・メギド王子の登場である。これは「敵方に魅力があることでヒーローも引き立つ」という鈴木のアイデアによるものである。鈴木がスーパー戦隊シリーズを担当する以前、美形キャラクターや大河ドラマ調ストーリーで人気を博した一連の長浜忠夫作品に関わっており、それらの要素からヒントを得たものである。鈴木はアニメに関わった経験から、当時のアニメの大革新に対して、実写特撮の方はデザイン、一話完結の展開、敵に魅力がないなどの点から非常に古臭くなってしまったと考えており、かねてからこの問題に手を付けようとしていた。そこでデザイナーにはアニメ時代に知り合った出渕裕を起用。「アニメだからこそ実現可能ではないか」という理由からこのアイデアを不安視する意見もあったものの、素顔を出す物語前半をコスチュームの派手さで乗り切り、物語終盤では仮面のキャラクターであるダークナイトとして活躍させる、という手法によりこれを成功に導いた。
ストーリー面では、前作『大戦隊ゴーグルファイブ』での主役側の必殺技のパワーアップ劇をさらに発展させ、敵側がより強力な怪人を生み出して今までの必殺技が通用しなくなり、新しい必殺技を生み出して逆転するまでの展開を3話をかけてじっくり描いている。こうした正義と悪双方のパワーアップ合戦は、次回作以降さらにエスカレートしていくこととなる。また、シリーズ中盤には敵側のスパイ一家の苦悩を描いたストーリーが挿入され、さらにシリーズ終盤には、やはり当時のロボットアニメで流行していた大河ドラマ的ストーリーも試験的に導入された。戦隊シリーズ初の悪のヒーローである、ダークナイトの登場に端を発した敵組織の内紛が思わぬ形でダイナマンたちに波及し、そしてダイナマンの司令官夢野博士の知られざる過去が明らかになるドラマを絡めながら最終決戦へと至るもので、その重厚な連続ドラマ性は後続作品にも発展的に継承されていった。
一方で児童層へのアピールも強化されており、夏休みの視聴者出演や予告後の投稿似顔絵紹介などが行われた。
本作品ではシリーズ前半において熊本県阿蘇山や天草地方、終盤において静岡県浜松市の中田島砂丘にて地方ロケを行い、また夏季のストーリーでも熱海後楽園ホテルおよび城ヶ崎海岸でロケを行っている。

### 放送時間
前述の通り、1983年4月より放送時間が25分に短縮された。この変更は放送局側の都合で突然決まったものであり、以降『電磁戦隊メガレンジャー』の放送期間中に日曜7時台後半へと放送時間帯が変更されるまでの間、25分枠での放送が続くこととなった。
オープニング・エンディング・予告を除くと正味17分であるため、制作スタッフはダイナロボ合体シーンをマルチ画面にして時間短縮を図り、予告編を30秒から15秒にして対処するなど、短時間でのドラマ作りに苦労することになった。しかし結果として、単純にドラマパートをカットするのではなく、全体的にテンポを上げていく方法を採ることにより、スピーディーな名乗りやアクションなどといった、スーパー戦隊シリーズ独特の演出方法の確立に繋がっていった。鈴木武幸は、後に30分枠に戻ったときには「逆になんだか間延びしたような気がした」と語っている。

### 商業展開
前作『ゴーグルファイブ』の関連商品の売上の不振により、本作品を商品化した会社は前作の41社から30社へと減少。苦しい環境でスタートした本作品だったが、予想を覆して商業的に大成功を収め、バンダイの売上は95億円を達成。ここにスーパー戦隊シリーズはバンダイの看板作品になり、次回作『超電子バイオマン』は「100億円キャラクター」を目指すことになった。
また本作品の放送時期は、スポンサーのポピーが親会社のバンダイに合併された時期にあたり、社名移行時期の提供テロップには「ポピー」「バンダイ」（合併後、1985年の初めごろまでは、小さめのロゴマークと英語マークによるもの）と並んで表示された他、「DX超合金 ダイナインボックス ダイナロボ」や「ビッグスケール ダイジュピター」といった関連商品のパッケージや仕様も複数回変更されている。
ダイナロボは玩具のラインナップも多く、「超合金 メタルロボ55 DYNAMAN DYNAROBO」は世界最小の超合金という触れ込みで発売された。
新機軸の商品としては、ダイナロボのコックピットを玩具化した「電子指令ダイナベース」が発売された。この路線は『電撃戦隊チェンジマン』まで3作継続されたほか、その後も『鳥人戦隊ジェットマン』『超力戦隊オーレンジャー』『轟轟戦隊ボウケンジャー』『海賊戦隊ゴーカイジャー』などで散発的に発売されている。

## あらすじ
太古の昔、地球に落下した隕石に付着していた生命物質が地底で進化して生まれた有尾人の一族、ジャシンカ帝国。尻尾の数で身分が決まるという文化を持つ彼らは、地上に強い憧れを抱き、人類よりも進んだ科学力を駆使して地上征服を企み、日本各地で火山を噴火させたのを手始めに、地上侵略を開始する。
これを察知していた科学者・夢野久太郎は、自らが運営する発明センターに5人の知力と体力に優れた若き科学者を集め、科学戦隊を創設。5人は夢野が開発した強化服・ダイナスーツをまとい、ダイナマンとしてジャシンカ帝国の野望を打ち砕くべく立ち上がったのであった。

## 登場人物

### 科学戦隊ダイナマン
集合時の名乗りは「爆発!科学戦隊ダイナマン!」。
弾 北斗（）
ダイナマンのリーダー。北海道出身。22歳。科学者の卵であると同時にモトクロスライダーとしての腕も一流で、ワールドオートレース優勝の夢を抱いて無公害水素エンジン開発に取り組む。
メカに強いが、発明は夢を追いすぎてやや実用性などに欠ける面がある。
少年時代から続けており有段者である剣道を中心に、ボクシングなどの武道全般が得意。自らを武道で鍛え続け、博愛精神と強靭な肉体をもつ。
自身の誕生と引き換えに母を亡くし、母親の愛情を知らずに育っていることから親子の絆を尊び、子どもから母親の愛情や面影を奪うレーザーホークやレインボーカメレオンの作戦に怒りを燃やし、独断で行動した。
ダイナレッド
弾北斗が変身する戦士。あらゆる武道を活かした格闘術やダイナ剣を用いた二刀流剣術で戦う。
- シリーズ初の二刀流を基本戦闘スタイルとした戦士である。

星川 竜（）
ダイナマンのサブリーダー格。22歳。UFOと交信して宇宙人と友達になることを夢見る。
実は伊賀流忍者の子孫で、超人的な体力を持ち、宇宙人とのレーザー交信テストの実験場である南アルプス山中を飛び回っていた。
変身しなくても分身の術などの忍法を使え、ロープウェイにぶら下がるなどの危険なアクションもこなす。しかし一方で水泳は不得手なようで、泥濘や進化獣の仕掛けた幻の池に嵌った時には「溺れる〜」ともがいていた。
「拙者」「○○でござる」といった口調が特徴的な子供からも好かれる明るくユーモアのある茶目っ気たっぷりの性格で、どんな危険な事態でも心の余裕を見せる。
阿蘇での戦いに際して幼馴染の女性と再会。子供のころはいたずらっ子だったことも明らかになった。
- 演じる春田純一は前作で演じた黒田官平との差別化から、三枚目の要素を取り入れた。「ござる」口調も忍者の子孫という設定から春田が取り入れたもので、次第に脚本でも「ござる」と書かれるようになったという。

ダイナブラック
星川竜が変身する戦士。独自の伊賀流忍法とアクロバティックな動きを用いた奇襲戦術を得意とする。

島 洋介（）
石垣島出身の若き海洋学者の卵。18歳。海を深く愛し、水中でも呼吸が可能な人工えらの開発に取り組む。人魚に遭遇したこともある。
スキューバダイビングや水泳などのマリンスポーツ全般のほか乗馬を得意とする。功夫技など中国拳法を得意にしており、身のこなしも素早いが、一方では山歩きで少々音をあげる様子も見られた。
責任感の強い純情な男で、奥手でもあるため女性の刺激的な水着姿を正視できないくらいだが、キメラの着替えを他の男性メンバーと一緒に覗きに行こうとしていたこともある。
星川の弟分だが、レイと行動を共にすることも多い。
ダイナブルー
島洋介が変身する戦士。戦闘ではキック技やダッシュ戦法、水中戦を得意とする。

南郷 耕作（）
鹿児島県出身の植物学者の卵。20歳。ウエスタンハットなどのウエスタンスタイルを好む農業青年で、植物の品種改良に取り組んでいるが、メロンとサクランボをかけ合わせるといった珍発明も多い。
乗馬（作中ではロバに騎乗）、投げ縄など牧童の使うような放牧・狩猟道具の扱い、射撃、車の運転の腕前は抜群。
パワーファイターで大食い。地で力持ちをいき、自然を愛する。好物はラーメンで、それを作るためのメカ「5秒ラーメン製造機」を開発したことも。
三枚目で素直な性格で子どもたちから好かれており、花言葉にも精通する。そのため、ダイナマンのムードメーカーになっている。
ダイナイエロー
南郷耕作が変身する戦士。怪力を活かしたマッシブでダイナミックな戦いを得意とする。

立花 レイ（）
ダイナマンの紅一点。東京都出身の18歳。コミュニケーション研究の専門家で、手話もできる。動物と会話をするための研究に取り組み、ハツカネズミ、クマ、イヌなどの言語を解読する音声翻訳装置の開発といった成果も挙げているが、ネコだけが唯一苦手で、なおかつネコアレルギーも持っている。
フェンシングを得意としており、その腕前は世界チャンピオンレベル。またストーリー導入部や救助シーンでは、水泳のできる様子も見られた。
少々おてんばで物怖じしない活発な性格だが、豊かな感受性を持ち、弱者を護り涙を見せる優しい面も持つ。
第13話で夢野から求婚されたが「パス」と断った。
- ネコが苦手という設定は、演じる萩原佐代子がネコを苦手としていたことから加えられた。

ダイナピンク
立花レイが変身する戦士。フェンシングの剣技を得意とし、男性陣にも引けを取らない細やかな身のこなしの戦いを見せる。

### ダイナマンの仲間
夢野 久太郎（）
表向きは夢野発明センターの所長である。とぼけた発明おじさんを装っているが、その真の顔は研究で得た援助金などの私財をすべて投じて科学戦隊を結成した総司令。剣道の達人という一面も持ち、医学にも精通している。自身はダイナマン向けに巨大ロボを含む強力な武装を開発しているが、兵器開発全般には否定的である。
本名は遠山といい、15年前（1968年）にレトロ遺伝子を発見した人物であった。この開発が原因でジャシンカに狙われ、恋人を失う。終盤にはそのことを知ったゼノビアに誘拐され、洗脳された上でレトロ遺伝子システムの製作に従事させられた。ゼノビアに発明センターがダイナステーションと繋がっていることを知られたことで、表向き「発明のための旅に出る」という理由で閉鎖されるが、ジャシンカとの戦いを終えたことで、発明センターも再開した。
- 序盤での衣裳の変更は、総司令としてのイメージを強化するためであったとされる。

ユタカ、アイコ、タカオ、サトシ、エミ
発明センターに出入りしている子どもたち。リーダー的存在はユタカ。発明センターの職員たちがダイナマンであることは知らないが仲はいい。5人ともジャシンカの陰謀に巻き込まれることもあり、全員チョロッポ兵にされてしまったことや、ネコシンカに操られたこともある。アイコは担任教師がカエルシンカにさらわれたことがあり、サトシは母親をナメクジに変えられたり、着ていた青いシャツに呪いをかけられたりと特に酷い目に遭い、エミはエレキウナギに跡をつけられダイナステーション侵入を許してしまった。ジャシンカ壊滅後、ダイナマンや夢野と再会を果たす。

## ダイナマンの装備・戦力

### 共通装備・技
ダイナブレス
ダイナマンの5人が右腕に装備している変身用ブレス。左腕を手のひらを見せるように突き出し、反時計回りに半回転させてから引くと同時に素早く右腕を手のひらを見せるように突き出し、最後に「ダイナマン！」の発声とともに右手を握りつつブレスを左胸にかざして変身する。単独変身の場合は右腕を突き出すタイミングで変身後の個人名を言う。形状は5人共通だが、中央部のラインの色がそれぞれの色になっている。第39話のみだが、レッドのダイナブレスがレーザーホークに破壊され、その後、新しいダイナブレスを合流したブラックから渡され、交換している。
ダイナスーツ
ダイナマン5人が変身時に装着する強化服。スーツ本体部は、ダイナロンという特殊繊維でできており、エネルギーを全身に伝えて装着者の身体能力を極限まで引き出し、どんな攻撃や高熱、大爆発にも耐える耐久性を持つなど、機能性が重視されている。
またブーツには、小型エンジンとエネルギー集中ターミナルが内蔵されており、この働きでマッハダッシュやダイナキックを繰り出すことが可能となる。
ダイナロッド
右腰にさげている万能武器。通常は銃形態で、グリップを回して伸ばすことで戦棍状のロッド形態になる。劇中では主目的として設定されているレーザー銃としては用いられず、ロッドスパークなどの合同技を放ったり、火炎や電撃を発射したり、水を放射したりする武器として使用されている。第14話ではショックビームを放ってジャシンカに操られている子供を眠らせた。

マッハダッシュ
ダイナスーツのブーツ側面のジェット装置からジェットエネルギーを噴射し、秒速100メートルの猛スピードで走行する。急停止も可能。
ダイナパンチ
全身のエネルギーを腕に集中させて力こぶを作り、強力なパンチを放つ。シッポ兵を一撃で粉砕する。全員共通の技だが、主にレッドが使う。
ダイナジャンプスカイハイ
ダイナスーツのブーツ底からジェット噴射し、空中を飛び回る。

### 個人武器・技
ダイナレッド
ダイナ剣
ダイナレッドが使う長短一対の剣。2本のエネルギーを蓄えた剣で剣を翼のように広げて斬りつけるダイナ剣・夢の翼、剣を交差させて閃光を放射して視力を奪うレッドスパーク、エネルギーを集めたダイナ剣で敵をXの字に切り裂き、赤い爆炎を巻き起こすドリーム返し、竜巻状に高速回転して敵を一刀両断する竜巻剣といった技がある。2本を柄で合体させて両剣として使用することも可能で、それを使用した技として、ダイナ剣からエネルギーを放射するドリームギャラクシー、全身から発した電流を合体させた剣の刀身からエネルギーをほとばしらせてその際に発生した光で敵の目を晦ませるゴールデンスパーク、その状態で剣を投げつけるゴールデンスパークマッハアローなどがある。
強磁性体であるため、強力な磁束で無力化されるのが欠点である。
レッドファイヤー
ダイナロッドから火炎を放つ。
マグナムスクエアパンチ
空中でドリルのように回転しながら敵にダイナパンチを食らわせる。

ダイナブラック
クロスカッター
ダイナブラックが使う2枚のブーメラン。手に持って使うこともある。X字形に合体させるとショットクロスになる。2本のクロスカッターを交差させて、その光を敵に浴びせながら、X形になったエネルギーブーメランを投げ、地面に刺すと黒い爆発を起こして敵を吹き飛ばすブーメランショック、クロスカッターを空中で3つに分裂させる分身クロスカッター、ブーメランから光線を放つブーメランシャワー、時間差でクロスカッターを投げつけるクロスカッター連続投げという技がある。
バトルテクター
肩、腕、脚に装着する大幅に戦闘力と防御力を向上させる強化パーツ。シッポ兵が尻尾を巻くほどの威力を発揮する。
ストロングシャワー
ジャンプして両手から特殊繊維の白い糸を無数に放射し、敵を絡め取る。
ブラックスターフラッシュ
ダイナロッドから閃光を放射し、敵の目を眩ませる。
流星キック
体を回転させてのキック。
ブラック分身の術
ダイナブラックの得意技。分裂したように見せかけて敵を翻弄する。トゲアリシンカに破られたこともあった。生身でも使用可能。
木の葉隠れ
枯葉や木の葉の下に隠れる。別名「木遁の術」。
煙隠れ
煙幕を張り、地中に潜って敵を奇襲する。
忍法八段蹴り
敵集団を、連続キックで頭部を蹴りなぎ倒していく。
忍法・脱力
無駄な動きを封じて全身の力を抜き、敵の攻撃を利用して反撃する。あらゆるエネルギーを吸い取るタコシンカに使用。
忍法厚揚げの舞い
厚揚げの幻を出現させる。厚揚げが好物のキツネシンカに使用、撹乱した。
変わり身の術
敵の攻撃をかわして、別の敵や物を身代わりにする。
アイアンスパイク（作中未使用）
マキビシをばら撒く。

ダイナブルー
ブルーフリスビー
ダイナブルー専用の、2枚の特殊合金製のフライングディスク。投げつけたり、手に持って打撃武器として使ったりするほか、盾としても使える。フリスビーを持って繰り出すフリスビーパンチ、エネルギーの塊に変えたフリスビーを投げて青い爆発を起こすフリスビースパークという技がある。
サーフジェット
水陸両用のサーフボード。4つの車輪がついたソリのような形で、ジェットエンジンを搭載している。前部には無数のリボンを発射して敵を絡め取るミラクルドラゴンが装備されている。
アタックボード
空も飛べるサーフボード。空中回転することで破壊力を増す。これを乗りこなして空中から体当たりする魚雷タイフーンという技がある。
- 魚雷タイフーンの描写は、切り抜き合成で演出された。

ブルー水竜巻
空気中の水素を利用し、ダイナロッドから竜巻状の水流を放出する。
空中三角飛び
星川との過酷な特訓の末に身に着けた技。大ジャンプで壁を蹴り、その反動を利用して敵にブルー稲妻キックを食らわす。
ツイストキック
きりもみしながら空中からキックする。

ダイナイエロー
チェーンクラッシャー
ダイナイエローが使う2個の鎖が付いた鋼鉄製の棘付き鉄球。振り回して使うほか、鎖を短く持つことで打撃武器としても使用可能。腕に装着してパンチを放つイエローボンバー、その急降下版フライングボンバー、回転パンチ版スクリューボンバー、鉄球にエネルギーを集中させて投げ、黄色い爆発を起こす電光ボール（トゲアリシンカに一度は攻略された）、高速回転しながら鉄球で敵を殴りつけるイエロースクリューアタック、鉄球を大きくして投げつけるイエロービッグボールといった技がある。
イエロー雷光落とし
静電気を集中させ、ダイナロッドから雷エネルギーを放つ。
イエローアタック
猛スピードでの突進攻撃。
グランドダイビング
空中から飛びかかり、両手を広げて全体重を乗せた体当たりで敵を押し潰す。
ダイビングパンチ
空中で回転しながら落下時の重力を活かしたパンチを食らわす。

ダイナピンク
ローズサーベル
ダイナピンクが使う柄の部分にピンク色のバラのついた特殊合金製サーベル。敵の胸を突いて運動神経を麻痺させて動きを封じるハートブレイクショット、閃光を発して敵の目を眩ませるサーベルフラッシュ、刀身にエネルギーを集中させて空中回転して敵に体当たりするピンクスワンサーベルフラッシュ、太陽光をサーベルに反射させて敵の視力を一時的に奪ってから攻撃するサンシャインサーベルマジック、きりもみ回転しながら攻撃するピンクサーベル竜巻など、ピンク自身のフェンシングの腕前を遺憾なく発揮した技を繰り出す。
フラワーシールド
ダイナピンクが使うピンク色のバラのついた十字形のシールド。一部パーツを高速回転させることでガスなどを防ぐ。
ピンクフラワーカーニバル
ローズサーベルとフラワーシールドを構え、空中回転しながらバラの花びらとともに突撃する技。
バラフィナーレ
ローズサーベルの柄やフラワーシールドに付いているバラの花型高性能爆弾。爆発時にピンク色の爆煙を起こす。
ピンクショッキングメロディー
ダイナロッドから超音波を放ち、脳震盪を起こして敵の鼓膜を破る。相手が耳栓をつけたためかわされたこともあった。

### 合体技・必殺技
スーパーダイナマイト
レッドが「スーパーダイナマイト！」と言うと続けてブラック&イエロー、ブルー&ピンクの順で「ダイナマイト！」と復唱し、レッドが高所からダイブ→他の4人が回転ジャンプをしつつ順番に「アタック!」と叫ぶ→レッドが空中月面宙返りから爆発エネルギーでできた光の玉に変化→他の4人が空中で腕をクロスしつつ竜巻状に回転しながら爆発エネルギーでできた光の玉に変化→5つの光の玉が合体して1つの巨大な光の玉を形成してから突撃し、進化獣を爆破して倒す必殺技。第3話以降は光の玉になる前にそれぞれが「爆発!」と叫ぶ。しかしジャシンカの対抗策で強化されたメカシンカの前には無力と化した。
ニュースーパーダイナマイト
スーパーダイナマイトがメカシンカの登場で通用しなくなり、これに危機感を抱いたダイナマンの5人が、夢野博士からの猛特訓に耐えた末に体得した新必殺技。第36話から使用した。
ジャンプ後に個人の色を叫んでその色の爆発を起こし、その反動で「アタック!!」と叫びながらレッドが後方宙返りジャンプを、他の4人は錐揉み回転ジャンプを行う。レッドの両腕に他の4人が掴まり、レッドが「大！」、他の4人が「爆発！」と叫んでから5人が竜巻の極意を用いた竜巻回転で爆発エネルギーを吸収し、燃え盛る巨大な火の玉となり、メカシンカに突撃して大爆発を起こして倒す。ただ、火の玉になるまでの前振りが長い事もあって3回目以降は最初のジャンプ後が個人の色を叫んでその色の爆発を起こすのをカットしてそのままレッドの両腕に他の4人が掴まるに変更された。
ダイナキック
5人が連続してエネルギーを集中させた右足で跳び蹴りを決める。主にスーパーダイナマイトおよびニュースーパーダイナマイトへ繋ぐために使用。
ストロボ戦法
ヤモリシンカのヤモリフラッシュを破った戦法。姿を消したり現したりストロボの明滅のように突進する。
フェードバックセミシグレ
セミシンカの超音波セミシグレ対策として使用。5人で敵を囲み、5個のパラボラで、超音波を反射させる。
マッハダッシュマシンガン攻撃
光の玉となった5人が跳躍し、空中に飛行した敵に突撃して地上に墜落させる。
毒ガス返し
ドクガスイタチの毒ガス対策として使用。5人が空中に跳躍して円陣を組み、回転しながら毒ガスを防ぐ。
ダイナロッドを使用する合体技
ロッドスパーク
ダイナロッドを合わせ、閃光を放射し、敵の視力を一時的に低下させる。
ロッドビーム
ダイナロッドを銃形態に変形させてレーザービームを発射する。
イナズマスパーク
5人で敵を囲い込んでダイナロッドを地面に突き刺し、一斉にエネルギーを走らせる。
フライングアタック
5人でジャンプして一斉にダイナロッドで敵を突く。

### 基地・メカニック
ダイナステーション
東京近郊のダムにカモフラージュされた科学戦隊の基地。夢野発明センターとは秘密通路で直結している。司令室には通信や分析、監視などに使用する大型モニターとコンピューター、丸テーブルと椅子3脚が備えられている。非常ボタンを押すことで、発明センターに侵入した敵を排除することも可能。各メカニックの格納・発進設備も有している。
ダイナファルコン
ダイナレッド専用の特殊戦闘バイク。
武器はファルコンミサイル。
ダイナマシーン
ダイナレッド以外の4人が乗る四輪駆動車。運転は主にダイナブラックが担当。
武器はマシーンミサイル、追跡レーダーなどの各種索敵装置。
ダイジュピター
上部ドーム内にダイナマッハ、下段にダイナギャリー、中段にダイナモビルを格納する巨大戦闘母艦。オートコントロールで戦場に駆けつけるほか、キャタピラによって地上走行も可能。最終話では夢野が操縦し、千年洞窟を破壊してダイナマンを救った。
左右の主翼側面のジュピターミサイルが主力兵器。下面から照射するけん引ビームによってダイナマンを瞬時に昇降させることが可能。ダイナメタル製の強固な外装を有する。
- 決定前のデザイン画では、各搭載箇所にナンバリングが施されていた。
- 大・中・小のメカを格納するため、特異な形状となっている。

ダイナマッハ
ダイナレッドの乗る小型ジェット戦闘機。高性能レーダーを先端部に装備。車輪で地上を走行することも可能である。
武器は機体上部から放つ赤い楔型光弾マッハレーザーと敵の動きを止めるシビレ光線、マッハバルカン。
ダイナロボの頭部になる。
ダイナモビル
ダイナブラックとダイナブルーが乗る巨大特殊戦闘車両。飛行時には四輪部分はオミットされる。
武器は、前面に展開する3連装ランチャー2基から発射するモビルミサイル、破壊砲。
ダイナロボの腕部・胴体部になる。
- 初期デザインでは「ベースマシン」という名称であった。

ダイナギャリー
ダイナイエローとダイナピンクが乗る大型トレーラー。非武装だが、防御に秀でる。劇中には登場しなかったが、ギャリー上部にマッハ、モビルを乗せることができる。
ダイナロボの脚部になる。
ダイナロボ
ダイナマッハとダイナモビルとダイナギャリーが合体グランドスラム!の合図で合体した巨大ロボ。装甲は特殊鋼ダイナメタル合金製。スピードとパワーのバランスに優れている。
装備
科学剣
ダイナロボの主装備。ダイナメタル合金製。
ダイナシールド
装甲同様にダイナメタル製の盾。ミサイルをも跳ね返すが、熱攻撃には弱い。ヤブカシンカ戦では太陽光線を反射して放った。
ダイナブーメラン
グリップ付きブーメラン。投擲すると光りながら飛行する。接近戦では手に持って剣のように使用することもある。
ビートハンマー
トゲ付きの鎖鉄球が柄に付いたハンマー。
必殺技
科学剣・稲妻重力落とし
ダイナロボの最強必殺技。ダイナミックジャンプで足裏からエネルギーを噴射して高度1,000メートルまでジャンプし、科学剣を手にした後、発生させた稲妻エネルギーを剣に注ぎ込み、レッドの「科学剣・稲妻重力落とし」と全員の「重力落とし」の掛け声の後、落下時の速度を加えて敵を斬る。当初は光線として使用していたが、第5話からは縦一閃に切り裂くようになった。
技
ダイナナックル
ロケットパンチ。前腕の装甲をパージして拳をロケットのように発射させ、命中と同時に爆発を発生させる。攻撃後、拳は自動でロボの腕に戻る。
ナックルボンバー
両腕を赤熱化させて作り出したリング状の光線を発生させ、投げつけて爆破させる。
竜巻パンチ
竜巻状のエネルギーを全身に漲らせた状態から閃光と共に両腕から放つ。
ダイナフラッシュ
ゴーグルを発光させて敵を怯ませた後に胸部のエンブレムから放つリング状光線。
ハンマーパンチ
ビートハンマーで後頭部を叩く。
ダイナレーザー
ゴーグル部から放つ青色の破壊光線。シソチョウシンカ戦で使用。
ダイナシャワー
カイメンシンカの火を消火するためにゴーグル部から放射する特殊光線。
ダイナバリヤー
ゴーグル部から発射する鎖状の壁と全身を包み込むタイプの2種類が存在し、前者はカエルシンカ戦、後者はセミシンカ戦で使用。
透視光線
ゴーグル部から放つ白色光線。トゲアリシンカ戦で使用。
フルパワー
レッドのレバー操作でパワーを全開したロボは全身が発光、能力がアップする。ミサイルザリガニ戦で初使用。
ダイナロボ大回転
全身を高速横回転させてドクガスイタチのガスを跳ね返した。
科学剣・ソーラー返し
ヒトデシンカのソーラービームを刀身部分で跳ね返した。
ファイヤードラゴン
巨大なトゲ付きの爆弾鉄球を放つ。ドラゴンファイヤーの別名を持つ。
太陽光線反射
太陽光線をダイナシールドで反射させ、敵に浴びせる。

スペック
| 名称             | 全長            | 重量             | スピード                                               |
| ---------------- | --------------- | ---------------- | ------------------------------------------------------ |
| ダイジュピター   | 87 m[出典 43]   | 1,260 t[出典 43] | - 270 km/h（走行）[出典 44] - マッハ6（飛行）[出典 43] |
| ダイナマッハ     | 6 m[出典 47]    | 8 t[出典 43]     | マッハ10[出典 47]                                      |
| ダイナモビル     | 24.5 m[出典 47] | 292 t[出典 43]   | 350 km/h[出典 47]                                      |
| ダイナギャリー   | 29.5 m[出典 43] | 950 t[出典 43]   | 140 km/h[出典 43]                                      |
| ダイナファルコン | 2 m[出典 44]    | 300 kg[出典 44]  | 300 km/h[出典 47]                                      |
| ダイナマシーン   | 3.9 m[出典 44]  | 880 kg[出典 44]  | 260 km/h[出典 44][注釈 38]                             |
| 名称             | 全高            | 重量             | スピード                                               |
| ダイナロボ       | 53 m[出典 56]   | 1,250 t[出典 56] | - マッハ6（飛行）[58] - 270 km/h（キャタピラ走行）[58] |

## 有尾人一族 ジャシンカ帝国
はるか古代に地球に落下した隕石に付着していた原始生命物質が地底で数万年の時を経て繁殖し、人類とは異なる独自の進化を遂げた地底の居住者 有尾人（）の一族による帝国。卵生で卵から誕生し、その名のとおり尻尾を持ち、尻尾の数が多いほど社会階級が高い。尻尾のない地上人を下等生物と見下し、人間に尻尾を生やすことも不可能とわかると、地上から人間を駆逐し制覇しようと侵攻を開始した。
各幹部・レギュラーの身長・体重などの設定はない。
- 有尾人や進化獣のコンセプトは当時話題になった書籍『アフターマン』が意識されている[71][72][73]。また、デザインを担当した出渕裕は、自身が視聴していた時代の東映作品のビジュアルイメージから当時の美術担当であった高橋章のラインを取り入れている[72][73]。

帝王アトン
ジャシンカ帝国の支配者。尻尾は9本。一人称は「余」。普段はグランギズモ内の玉座に座っており、終盤まで自ら出撃することはなかった。左目からはアトンビームを放ち、帝王剣を使って、幻影攻撃や閃光など強大な妖力を発揮する。不老不死で超魔力を得られるという伝説の10本尻尾になることを夢見ており、尻尾の数を増やせるというレトロ遺伝子の奪取に執念を燃やすが、ゼノビアとダークナイト（＝メギド）の策略に嵌まって猜疑心を高めてしまったことで結果的に忠臣のカー将軍を失った。そしてダークナイトに扮するメギドと一騎討ちの果てに致命傷を負ったが、死の間際に自分を倒すまでに成長した彼の姿を見届け、キメラを介してジャシンカの帝王の座とその証である帝王剣を譲り、息絶えた。この経緯から最後までダイナマンと直接対決することはなかった。
- デザインは出渕裕が担当。ラフデザインでの仮称は、ガイバ・オーム。デザイン画では俳優の顔を出す前提であったが、造型ではマスクになっている。衣装はメギド王子との共通性を意識している。

カー将軍
帝国一の科学者で、進化獣やメカシンカの製作・開発を行い、メギド王子の教育係も務めている軍神。黒い長髪と髭に白塗りした顔が特徴。尻尾の数こそ7本とメギドとキメラより多いが、2人を自分の上に立てている。また戦闘力も非常に高く、名実ともに軍神としてダイナマンと渡り合った。地上に出撃する時は兜を着用し、兜から放つビームや剣から放つ雷光を戦力とする。バリアを張ることもできる。帝国への忠誠心は随一で、アトンから全幅の信頼を得ていたが、ゼノビアとダークナイトの策略に落ちて謀反の濡れ衣を着せられ、自らの身の潔白を証明するためダイナマンに戦いを挑むも、あと一歩のところでニュースーパーダイナマイトのパワーに耐えきれず致命傷を負い、残された力を振り絞ってグランギズモへ帰還してビッグバンビームを起動後、装置の暴発がとどめを刺す形で壮絶に散った。
死後、最後のメカシンカであるファイアースフィンクスを作るための遺言ビデオが発見され、最後まで帝国のために尽くしたその忠誠心をアトンから賞賛された。
- 準備稿の時点でデザイン案が6つほどあった。戦闘時には兜からゴーグルが出てくるという案があったが、未採用に終わった。
- デザインは出渕裕が担当。出渕はカー将軍に娘がいるという自己設定のもとに、イシリアというオリジナルキャラクターを後年の画集に収めている。

メギド王子
帝王アトンの息子。元は5本尻尾だったが、1話でダイナレッドにうち1本を切り落とされ4本尻尾となり、以後はダイナレッドを執拗に狙う。流れ星という白馬に乗り、常に先頭に立って作戦を指揮する。真面目な性格で側近の死を悲しんだり、スパイ有尾人夫婦をキメラの怒りから庇って弁護したりするなど部下を大事にする心根も持っているが、やや短慮で王子としての威厳に欠ける部分もある。邪神剣と呼ばれる剣を持ち、邪神剣コウモリ返しという必殺技を使う。
度重なる失敗につけ込んだゼノビアの謀略に嵌まり、父・アトンから罪人として見捨てられ、ゼノビアに残りの尻尾を全て切られた上に千年洞窟に幽閉されてしまう。
その後、ゼノビアや自分を見捨てた父・アトン、そしてダイナレッドへの復讐心からの執念で千年洞窟を自力で脱出。その後は表向きは消息不明となっていたが、その裏で黒いスーツを纏った闇の使者・ダークナイトとなって暗躍した。千年洞窟に幽閉されている最中、偶然「10本尻尾になると同時にその者は死ぬ」と記された古文書を発見したことで10本尻尾の真の秘密を知り、生まれつき決まっている尻尾の数に頼るのではなく、己を鍛え、自ら強くなることこそが重要と悟る。
ダークナイトとして、アトンを直接対決の末に倒し、さらに自らを罠に陥れたゼノビアを意趣返しによる謀略で死に追いやった。そしてダイナレッドの手でダークナイトの仮面が割られ、再びメギドとして姿を現した後、アトンの形見にして帝王の証である帝王剣をキメラから手渡されて正式にジャシンカの新帝王となった。
最終話のオープニングでは「若き帝王メギド」としてクレジットされた。また正体を明かした後の軍服が以前とは異なり、装飾が破損した状態のまま全体的に土色に染まっている。ダイナマンに決戦を挑み、男性戦士4人を相手に帝王剣を使いこなして善戦するもダイナレッドに深手を負わされ、グランギズモに乗り込んでダイナロボに挑むが、ダイナロボの科学剣・稲妻重力落としの前に敗れ、地上へ墜落するグランギズモの中でキメラとともに互いの名を呼びあいながら最期を遂げた。
第28話ではピエロに化けた。
王子時代にはキメラとは喧嘩友達に近い関係だったが、結婚後は素直に愛情を示しており、最終決戦で自らが重傷を負い敗北を覚悟した際にはキメラだけでも逃がそうとしている。
- デザインは出渕裕が担当。デザインでは『電子戦隊デンジマン』のヘドラー将軍と『仮面ライダーX』のアポロガイストを意識している。また襟の部分には安彦良和が『機動戦士ガンダム』の軍服で用いている逆三角形の意匠でデザインを引き締める手法を取り入れている。
- 後年の出渕の画集には「ジャシンカ帝国初代『神聖』皇帝メギドと『女王』キメラ」という2人のオリジナルイラストが収められている。

ダークナイト
第42話から第50話に登場。闇の使者を自称する謎の剣士。
用いる武器は鍔のない細身の長剣ダークソード。そのダークソードで発生させた暗黒の空間で高速でダークソードを振り回すダークナイト闇の舞をもって敵を幻惑し、敵の喉元へ必殺の刺突を繰り出すダークハリケーンを必殺技とする。
レトロ遺伝子の存在が明らかになってからはそれを利用し、協力する振りをしながらゼノビアを死に追いやりつつ、地上に現れたアトンも一騎討ちの末に倒す。その後ダイナレッドに仮面を割られたことでその正体を明かした。
第44話で謎の老人に化けている。第49話ではコンピュータードラゴンの意思を奪う機械を作製しており、機械に精通した面を見せた。
- デザインは出渕裕が担当。メギドがすでに鎧姿であることや正体を伏せる必要があったことから、「ナイト」という名称から想起される鎧騎士ではなくジャシンカとは異なるヒーローよりのデザインとなった。メギドにあわせて隻眼になっている。デザイン画ではブーツに隠したナイフが伸びて剣になるという想定であったが未登場に終わった。
- 初期設定での名前は「ダークボーイ」。

王女キメラ
第8話から登場。メギド王子の従妹（母が帝王アトンの妹）で、4本の尻尾を持つ妖術使い。黒いボディスーツに赤い鎧を着用している。変装も得意で、カー将軍による将としての評価はメギドよりも高い。鞭に変形する赤いバトンを得物とする。バトンを使った瞬間移動技 キメラ花隠れも可能。ダイナピンク＝立花レイの好敵手で、第20話ではレイと一騎討ちの勝負を演じたほか、最終話でもダイナピンクとの一騎討ちを展開。子供向け番組でありながら裸で水浴びをするシーンも披露、その際、ダイナブラックに鎧を奪われてしまうという失態を演じた。気の強い性格で、メギドとはことあるごとに反目し合っていたが、メギドが刑に服す瞬間は同情を見せている。アトンの死の間際には涙を見せる場面もあった。また、後に父を倒し若き帝王となったメギドを認めて妻となり、新女王となる。
最終話のオープニングでは「若き女王キメラ」としてクレジットされた。ダイナロボとの戦いに敗れた際、メギドに地上へ墜落するグランギズモから脱出するよう促されるが、これを拒んで彼と運命を共にした。
- デザインは出渕裕が担当。デザイン画での名称は「キャプテンキメラ（キメラ少佐）」であった。へそを出した衣装にしようという意見もあったが、デザインを担当した出渕裕はかえって色気がなくなると反対し、ウエスト部分には引き締まって見える黒を用いている。
- 準備稿の時点での名前は「レディ・キーラ」。カー将軍の娘という構想もあった。尻尾については、悪魔のように先端が矢印型になっているものやリスのように巻いているものなど、複数の案があった。
- 後年の出渕の画集に「ジャシンカ帝国初代『神聖』皇帝メギドと『女王』キメラ」としてオリジナルイラストが収められており、イベントでもファンから「キメラ描いてください」というリクエストが多かった、とその画集の中で明かしている。

女将軍ゼノビア
第37話から登場した女将軍。尻尾は7本。妖魔力の使い手で、刃を装備した杖を武器に戦う。狡猾で奸智に長けた野心家であり、8年前にジャシンカ帝国の女王として君臨することを企てアトンを暗殺しようとしたが未遂に終わり、その罪を問われて千年洞窟に投獄されていた。自力で脱獄し、改めてアトンに忠誠を誓ったが、心中には変わらず野心を宿しており、アトンに従う振りをしながらジャシンカの支配者の座を狙う。そのために最初の標的として最も邪魔な存在と睨んだメギドを罠に陥れ、彼の尻尾を全て切り落とした上に千年洞窟に落とした。
レトロ遺伝子の存在を知った後はダークナイトと手を組み、アトンより先に10本尻尾になるべくカー将軍までをも陥れて死に導いたばかりか、遂に野心をむき出しにしてジャシンカ帝国を裏切り、そして夢野を誘拐、洗脳してレトロ遺伝子システムを完成させ、レトロ遺伝子を浴びて念願の10本尻尾となるが、その強大なパワーに耐え切れず、白骨化して絶命する。その寸前、ダークナイトの正体がメギドだったこと、そして彼の行動の全てが自らへの復讐だったことに気付くも、まさに時すでに遅しであった。
- デザインは出渕裕が担当。演じた藤山律子の起用は出渕の意見によるもので、デザインも藤山を想定して描かれた。デザイン画での名称は「大神官ゼノビア」であった。デザインでは胸元が大きく開いた布地の衣装となっていたが、造型ではキメラの鎧と同じ型から作られた鎧に変更された。
- 準備稿の時点での名前は「神官（妖女）アヌビア」。
- 藤山は、ゼノビアのセリフ回しは時代劇での男優の演技を参考にしたと述べている。

進化獣（）
進化獣製造機プログレッサーに注入された大昔の地球の海で生命の元が誕生したときの状態を濃縮させた生命のスープが生命が誕生して以来35億年の進化過程を一気に辿らせ、未来へと急速進化した生命体。
名称は「○○（使われた動植物の名前）シンカ」。
過大なダメージを受けることによって生命の危機を感じるとビッグバン・プログレスと呼称される、細胞の巨大増殖によって急速に進化する現象が起きて巨大化し、超進化獣（）となる。その際、「超進化獣、○○シンカ！」と名乗る。巨大化後はバランス上脚部が太くなる。
進化獣誕生シークエンスのBGMは、ベルリオーズの「幻想交響曲」第5楽章より。
- 本作品以降、怪人が大型化していったため、怪人側が能動的に動くよりも戦隊側から向かっていく描写が増えていった。

メカシンカ
物語後半より搭乗する、進化獣の強化版ともいうべき生命体。「生命のスープ」を、プログレッサーを強化した製造機メカプログレッサーに投入することにより、生物の遺伝子と金属元素を合成させる形で進化したものである。
名称は「兵器や機械の名前＋使われた生物の名前」となる。機械名が外来語で、生物名が日本語の組み合わせのネーミング（ミサイルザリガニ、ギロチントカゲなど）もあれば、逆の場合（マサカリベアー、ヨロイローズなど）もあり、双方外来語の場合（レーザーホーク、ロケットタイガーなど）もある。物語終盤ではドラゴンやスフィンクスなど、空想上の生物をモチーフにした個体も登場した。
体に強力な機能や兵器を装備しており、ダイナマンの必殺技であるスーパーダイナマイトに耐えうる能力を持っており、バラバラになってもカー将軍の指示で地割れに落とされる形で地下へ回収され、ジャシンカ帝国の要塞グランギズモから発射されるビッグバン・ビームの照射を受けることによって、金属原子まで反応させた超メカシンカとして復元・巨大化することができる。こちらも巨大化後は超進化獣と同じく、脚部が太くなり、「超メカシンカ、○○××！」と名乗る。

シッポ兵
ジャシンカ帝国でもっとも身分の低い一本尻尾の有尾人の下級兵士。「テール！」と叫びながら襲い掛かる。
武器は敵を痺れさせる効果を持つ剣と機関銃。変身能力にも長けているが、驚いたりすると尻尾が飛び出して、正体が発覚してしまう。致命傷を負うと全身が赤く光り尻尾を残して身体が溶け、その尻尾もすぐに消滅してしまう。未知の病原体に対しては、地上人の子供と同程度の免疫力しか持っていないという欠点を持っている。また、知能はさほど高くないとされるが、スパイとして人間に化け社会で長期間暮らすうちにすっかり馴染み、悪事を拒んだ夫婦のシッポ兵もいた。
- デザインは出渕裕が担当。顔はジャシンカの紋章としても用いられるようデザインされた。第50話終盤のメキド・キメラが新帝王・女王となった際の大勢のシッポ兵は、キャスト・スタッフ全員が演じている。

親衛隊キール
後述のギーラ同様、シッポ兵の中でも精鋭としてメギドの親衛隊員として仕える。メギドからの信頼は厚く、ギーラとの結束も強い。第8話で人食い花に捕らわれたギーラを救おうとするが、ギーラともども喰われてしまった。
- デザインは出渕裕が担当。親衛隊の登場は出渕の案によるもの。キールとギーラのデザインは共通で、ベレー帽の向きのみ対称になっている。

親衛隊ギーラ
キールと同じくメギドの親衛隊として仕える。キール共々長剣や手榴弾を武器としており、互いの剣を交差させることで対象を爆破できる。第8話でダイナレッドのバイクに突き飛ばされた弾みで不運にも人食い花の口に突っ込んでしまい、助けに入ったキールとともに抵抗虚しく喰われてしまった。
侍女ビルギス
ゼノビアの侍女として仕える女性シッポ兵で、共に千年洞窟から復活。武器は槍。45話で人間に化けた姿も見せる。終盤、レトロ遺伝子を浴びて恍惚の表情を浮かべるゼノビアに危惧を感じて制止を呼び掛けるも、10本尻尾になる装置のオーバーヒートによって生じた衝撃で体を吹き飛ばされた後、爆死した。
- デザインはキールやギーラと共通だが、色が異なる。

### ジャシンカの戦力
下記のもののほか、ジープ、オートバイ、ヘリコプターなども使用している。
プログレッサー / メカプログレッサー
プログレッサーは進化獣製造機、メカプログレッサーはプログレッサーを改良したメカシンカ製造機。どちらもカー将軍が造り上げた。
生命のスープを投入することで進化獣、もしくはメカシンカを作りだすことが出来る。
第50話でのファイヤースフィンクスの製造が最後となったが、カー将軍は（危険視していたゼノビアの復権もあって）近い将来、万が一の事態（＝自身の死）が来た時に備えて遺言ビデオを遺し、自身の声紋でファイヤースフィンクスを起動できるよう、密かに調整を施していたことが同話でのナレーションで明かされる。
- デザインは出渕裕が担当。造形物は次作『超電子バイオマン』にてネオグラード司令室のセットの一部に流用された。

ビッグバン・ビーム
カー将軍がメカシンカと同時に開発した、メカシンカ復元・巨大化光線およびその照射装置。グランギズモ内に設置されており、目に当たる部分から照射する。
第49話での起動と共に装置が爆散し、これに巻き込まれる形で開発したカー将軍が死亡したため修理も出来ない事態に陥る。これが最後のメカシンカであったファイヤースフィンクスの復元を不可能にしてしまい、ジャシンカ帝国にとってはカー将軍の死と合わせて致命的な戦力低下という大打撃を被った。

グランギズモ
ジャシンカ帝国の本拠地兼移動指令基地となる、怪物のような外観の超巨大要塞。反重力エンジンとギズモジェットにより、陸・空・海・地底の航行やホバリングが可能。普段は火山の火口の下に潜伏している。側面のロケット砲と、口から発射するミサイルが武器。後に目からビッグバン・ビームを照射できるようになった。
最終話でダイナロボの超超高度からの科学剣・稲妻重力落としの直撃を食らって墜落、爆散。ここにジャシンカ帝国は滅亡した。
- 準備稿の時点では、頭や口に巨大都市を備え、十本の尾に備わるサーチライトで都市を照らしているというものだった。

ギズモスキート
グランギズモの口から出撃する小型戦闘機。単座式で、主にシッポ兵が操縦する。3機で編隊を組むことが多い。機首から破壊ビーム「ゾルビン砲」を発射する。
- デザインは出渕裕が担当。

## キャスト
星川竜/ダイナブラック役の春田純一は、前作に引き続きブラック役で出演した。東映プロデューサーの鈴木武幸は、前作でブラックの人気が高まったことからの続投であったと証言している。
終盤でダイナイエローのスーツアクター担当だった柴原孝典が『宇宙刑事シャイダー』への移行により降板した際、変身前の南郷耕作役を演じた時田優が志願してスーツアクターを代行した。
敵側では石橋雅史が『バトルフィーバーJ』以来の登板。石橋によるとカー将軍の人気は高く、子供の親からバレンタインチョコが届くほどであったという。

### レギュラー
- 弾北斗 / ダイナレッド - 沖田さとし
- 星川竜 / ダイナブラック - 春田純一
- 島洋介 / ダイナブルー - 卯木浩二[注釈 43]
- 南郷耕作 / ダイナイエロー - 時田優
- 立花レイ / ダイナピンク - 萩原佐代子
- ユタカ - 長尾豪二郎（第1 - 34,37,51話）
- アイコ - 五十嵐里恵（第1 - 34,37,51話）
- タカオ - 本橋隆行（第1 - 34,37,51話）
- サトシ - 庄川正信（第1 - 34,37,51話）
- エミ - 八束愛（第1 - 34,37,51話）
- カー将軍 - 石橋雅史（第1 - 50話）
- ゼノビア - 藤山律子（第37 - 50話）
- メギド王子[注釈 44] - 林健樹（第1 - 40,50,51話）
- 王女キメラ[注釈 45] - 香野麻里（第8 - 12,14 - 31,33 - 51話）
- キール - 辻井啓嗣（第1 - 8話）
- ギーラ - 庄司浩和（第1 - 8話）
- ビルギス - 安田加寿美（第37 - 50話）
- 夢野久太郎 - 島田順司

### 声の出演
- 帝王アトン - 渡部猛（第1 - 50話）[94]
- ダークナイト - 飯田道郎（第42 - 50話）[94]
- ナレーター - 大平透

### ゲスト
- 少女 - 塩月徳子（第1話）
- エミの父 - 広森信吾（第3、5話）
- エミの母 - 岡雅子（第3、5話）
- ラーメン屋 - 久保一（第4話）
- ケンタ - 篠武士（第7話）
- やよい - 黒木しのぶ（第8話）
- 「マリンランド」所長 - 小笠原弘（第11話）
- 人魚 - 安渡林まり（第11話）
- 三浦さゆり - 日高久美子（第13話）
- ワタル - 黒田将人（第15話）
- 堀田昌子 - 渡辺佐和子（第17話）
- 浜田 - 鶴田忍（第18話）
- 浜田太郎 - 鈴木陽久（第18話）
- アキラ - 伊藤慎（第19話）
- 中島友子 - 井出多香子（第20話）
- 谷本博士 - 小倉雄三（第21話）
- 谷本まゆみ - 中曽根智美（第21話）
- 「あおい学習塾」塾長 - 西尾徳（第22話）
- 椎名博士 - 石津康彦（第24話）
- 椎名沙織 - 秦暎花（第24話）
- 警官 - 徳田雅之（第24話）
- 志村英三 - 山崎猛（第25話）
- 田川英男 - 剛たつひと（第26話）
- ススム - 富井克則（第27話）
- 尾形伸夫（スパイ有尾人） - 金尾哲夫（第31話）
- 尾形京子（同上、伸夫の妻） - なかはら五月（第31話）
- 尾形カズオ（伸夫、京子の息子） - 末松芳隆（第31話）
- 木田博士 - 和崎俊也（劇場版、第32話）
- ルミ - 清藤めぐみ（劇場版、第32話）
- 明石博士 - 住吉正博（第35話）
- 明石マリコ - 近藤花恵（第35話）
- 人造人間ゴン[95] - ストロング金剛（第35話）
- 山下博士 - 勝部演之（第36話）
- 中村太郎 - 岩城力也（第38話）
- 24歳の中村太郎 - 佐藤文裕（第38話）
- 10歳の中村太郎 - 山本日出一（第38話）
- ヒロシ - 小山友威（第41話）
- 松山ゆかり - 鈴木美司子（第42話）
- ミツコ - 高橋リサ（第44話）
- 小川みどり - 甲斐みどり（第45話）
- 秋川二郎 - 藤原進（第46話）
- 二郎の兄 - 小野田真之（第46話）

### スーツアクター
- ダイナレッド[8][96] - 新堀和男
- ダイナブラック[8][96] - 春田純一
- ダイナブラック[96] - 喜多川務
- ダイナブルー[8][96] - 卯木浩二
- ダイナイエロー[出典 58]、ダークナイト[98][97]、シッポ兵（第17話）[99][注釈 46] - 柴原孝典
- ダイナイエロー（第48話以降）[92] - 時田優
- ダイナピンク[8][96] - 志村忍[注釈 47]
- ダイナロボ[96]、帝王アトン[出典 59] - 日下秀昭
- ダークナイト（終盤）[98]、進化獣[98]、シッポ兵[98][99] - 辻井啓嗣
- 進化獣[99]、シッポ兵[99] - 石垣広文
- シッポ兵 - 的場耕二[102]、大藤直樹[103]、大竹浩二[104]、ショッカーO野[105]

## スタッフ
本作品の大きなトピックとして、敵組織側のデザインワークに当時アニメ界で新進気鋭のメカデザイナーとして活躍していた出渕裕を起用した点が挙げられる。出渕は前作『ゴーグルV』でもオファーされていたが、多忙を理由に断っていた。
- プロデューサー - 加藤守啓（テレビ朝日）、阿部征司・鈴木武幸（東映）、富田泰弘（東映エージエンシー）
- 原作 - 八手三郎
- 連載 - テレビマガジン、てれびくん、テレビランド、冒険王、TVアニメマガジン
- 脚本 - 曽田博久、三木孝祐、鷺山京子、寺田憲史、松本功、山中伊知郎、吉田竣亮
- 音楽 - 京建輔
- アクション監督 - 山岡淳二、橋本春彦（ジャパン・アクション・クラブ）
- 監督 - 東條昭平、山田稔、服部和史、堀長文
- 撮影 - いのくままさお
- 照明 - 斉藤久
- 美術 - 森田ふみよし、山下宏
- キャラクターデザイン - 出渕裕、原田吉朗、渡部昌彦
- 録音 - 上出栄二郎
- 効果 - 大泉音映
- 選曲 - 石川孝
- 編集 - 山口一喜
- 製作担当 - 山本康郎
- 進行主任 - 小原武羅夫、奈良場稔、下窪信一、杉崎隆行
- 計測 - 黒須健雄、川合俊二
- 記録 - 石川和枝、栗原節子、宮本衣子
- 助監督 - 加島忠義、南晃行、伊藤一男、蓑輪雅夫、砂川浩二、寺山彰男、中井敏夫、石田秀範
- 製作デスク - 須田啓一
- 装置 - 東映美術センター
- 操演 - 船越幹雄
- 美粧 - サン・メイク
- 衣裳 - 鷹志衣裳
- 装飾 - 装美社
- 企画協力 - 企画者104
- キャラクター制作 - レインボー造型企画
- 視覚効果 - 東映化学合成室
- 合成 - チャンネル16
- 音楽制作 - 東映企画プロモーション、ベスト・フレンド
- 車輌制作 - 十和モータース
- オートバイ協力 - 鈴木自動車
- 車輌協力 - 三菱自動車
- 現像 - 東映化学
- (株)特撮研究所
  - 操演 - 鈴木昶
  - 美術 - 大澤哲三
  - 撮影 - 高橋政千
  - 照明 - 戸塚和夫
- 技斗 - 橋本春彦
- 特撮監督 - 矢島信男
- 制作 - テレビ朝日、東映、東映エージエンシー

## 音楽
主題歌
オープニングテーマ「科学戦隊ダイナマン」
作詞：小池一夫 / 作曲・編曲：京建輔 / 歌：MoJo、こおろぎ'73
番組のオープニングでは、連続する爆発の映像とともに流れる。京建輔が先に参加していた『快傑ズバット』に続いてSEに琵琶と、ラテン打楽器のクラベスが合わせて使用された。琵琶奏者は坂田美子。当初、京は琵琶を連続で弾くよう書いていたが、『ズバット』と同様に演奏者に嫌がられたため断念した。
頭サビで「ダイ」のフレーズを繰り返すのは、京の当時小学生だった次男のアイディアである。京は最初に作曲したものが番組に合わないとして没になったため、自身の子らに歌詞を見せたところこのアイディアが出て、3日ほどで曲を仕上げたという。
前作『大戦隊ゴーグルファイブ』から導入された番組のタイトルコールはこおろぎ'73によるもので、レコードサイズにも同様に挿入されている（コールの入るタイミングはテレビ版とは異なる）。次作以降は番組キャストによるコールが主流となるため、ダイナマン以後、このスタイルは『忍者戦隊カクレンジャー』のOP「シークレット カクレンジャー」の一例のみである。
エンディングテーマ「夢をかなえてダイナマン」
作詞：小池一夫 / 作曲・編曲：京建輔 / 歌：MoJo、こおろぎ'73
番組のエンディング映像は、前奏のジャシンカ帝国の映像部分が物語の進行とともに変化していく。
放送中の1983年10月に発売された企画LP『スーパーギャルズメモリー』には、立花レイ役の萩原佐代子が歌ったアコースティックバージョンが収録されている。
同じテレビ朝日系列で同年（1983年）に放送が開始された番組『ウソップランド』の1コーナー、「夜の少年ドラマ・バロムI（ばろむ・あい）」にも、オープニングテーマ/エンディングテーマともに劇中へ流用されている。
また、アコースティックバージョンは2013年放送の『非公認戦隊アキバレンジャー シーズン痛』の第6話EDとして作中登場人物である葉加瀬博世（内田真礼）がカバーした。

挿入歌
本作品の挿入歌は、従来のようなボーカルアルバム（ヒット曲集）ではなく、BGMとの併録で「音楽集」としてリリースされた。また全曲の歌唱をMoJoが手掛けたほか、一部の曲では本名の「富田伊知郎」名義で作曲も行っている。
「待っていたんだダイナマン」(第8・10・12・27話)
作詞：砂原十吾 / 作曲・編曲：京建輔 / 歌：MoJo、こおろぎ'73
第11・14・19・21・25・31・35・37・40話ではインストゥルメンタル版が使用されている。第8・16・20話では歌唱版とインストゥルメンタル版が併用されている。
「炎の戦士 〜FIRE CREW〜」
作詞：さがらよしあき / 作曲：富田伊知郎 / 編曲：吉村浩二 / 歌：MoJo
「俺のハートは夢じかけ」(第9・11・13・21・28・39・49話)
作詞：八手三郎 / 作曲・編曲：京建輔 / 歌：MoJo
第9・18・20・23・29・32・35・41・46話ではインストゥルメンタル版が使用されている。第26話では歌唱版とインストゥルメンタル版が併用されている。
また『百獣戦隊ガオレンジャーVSスーパー戦隊』では、「技の戦士（イエローライオンまで）」紹介時の挿入歌として使用されている。
「白昼（まひる）の嵐 〜BOMBER TWIST〜」
作詞：さがらよしあき / 作曲：富田伊知郎 / 編曲：吉村浩二 / 歌：MoJo
「スーパーダイナマイト」(第5・7・32話)
作詞：曽田博久 / 作曲・編曲：京建輔 / 歌：MoJo
第34話ではインストゥルメンタル版が使用されている。第5話では歌唱版とインストゥルメンタル版が併用されている。
「ゴーゴーダイナロボ」
作詞：八手三郎 / 作曲・編曲：京建輔 / 歌：MoJo
第20・50話を除く全ての回で使用。また、第20話ではインストゥルメンタル版が使用されている。
「エンドレスウェイ」(最終話)
作詞：さがらよしあき / 作曲：富田伊知郎 / 編曲：吉村浩二 / 歌：MoJo、こおろぎ'73

### CMの背景音楽
『バトルフィーバーJ』から前作『大戦隊ゴーグルファイブ』までは、CMの背景音楽として番組のオープニング主題歌（インストゥルメンタルまたはカラオケ）を使用していたが、『ダイナマン』以降はバンダイCM独自のものを使用するようになった。後年の『星獣戦隊ギンガマン』以降は、番組の音楽担当者による専用BGMが作られ、『爆竜戦隊アバレンジャー』を除きCDアルバムのボーナストラックとして収録されている。『電磁戦隊メガレンジャー』（デルタメガ、メガボイジャー、メガウインガー）や『ギンガマン』（ギンガイオー、ブルタウラス）、『獣拳戦隊ゲキレンジャー』（ゲキトージャ）などのように、本編の挿入歌とは別に独自のCMソングが制作された商品もある。
「DX超合金ダイナロボ」のCMは、小学館刊行『30大スーパー戦隊超全集』同梱付録プレミアDVD内の「おもちゃCF集」（30秒版）やプレイディアの「超合金 SELECTIONS」（15秒版）に収録されている。

## 放送日程
| 放送日         | 放送回 | サブタイトル      | 登場怪人他                                                                                                   | 脚本               | 監督               |
| -------------- | ------ | ----------------- | --- | ------------------ | ------------------ |
| 1983年02月05日 | 1      | 有尾人一族の挑戦  | - カニシンカ（声 - 西尾徳）                                                                                  | 曽田博久           | 東條昭平           |
| 2月12日        | 2      | 夢を追う戦士たち  | - サイシンカ（声 - 依田英助）                                                                                | 曽田博久           | 東條昭平           |
| 2月19日        | 3      | コウモリ地獄飛行  | - コウモリシンカ（声 - 西尾徳） - 地底人間                                                                   | 曽田博久           | 山田稔             |
| 2月26日        | 4      | ゴロゴロ化石人間  | - サンヨウチュウシンカ（声 - 依田英助）                                                                      | 曽田博久           | 山田稔             |
| 3月05日        | 5      | 進化獣のこわい夢  | - バクシンカ（声 - 丸山詠二） - 幽霊戦士                                                                     | 曽田博久           | 東條昭平           |
| 3月12日        | 6      | 死闘！毒蛇の魔境  | - ヘビシンカ（声 - 依田英助）                                                                                | 三木孝祐           | 服部和史           |
| 3月19日        | 7      | 東京火の海作戦！  | - カイメンシンカ（声 - 西尾徳）                                                                              | 鷺山京子           | 服部和史           |
| 3月26日        | 8      | 悪の花 王女キメラ | - チョウシンカ（声 - 西尾徳） - キール - ギーラ - 人喰い花                                                   | 曽田博久           | 山田稔             |
| 4月02日        | 9      | 決死の爆弾レース  | - サソリシンカ（声 - 依田英助）                                                                              | 曽田博久           | 山田稔             |
| 4月09日        | 10     | 宇宙からの侵入者  | - タコシンカ（声 - 西尾徳） - UFO                                                                            | 寺田憲史           | 東條昭平           |
| 4月16日        | 11     | 魚が人間を襲う日  | - イルカシンカ（声 - 依田英助） - 人魚                                                                       | 寺田憲史           | 東條昭平           |
| 4月23日        | 12     | 狙われた血液銀行  | - ノミシンカ（声 - 依田英助） - ノミ人間                                                                     | 松本功             | 服部和史           |
| 4月30日        | 13     | さらわれた花嫁    | - カエルシンカ（声 - 丸山詠二）                                                                              | 鷺山京子           | 服部和史           |
| 5月07日        | 14     | 突撃チョロッポ兵  | - ゲンゴロウシンカ（声 - 大宮悌二） - チョロッポ兵                                                           | 寺田憲史           | 山田稔             |
| 5月14日        | 15     | 忍術対キメラ妖術  | - ヤモリシンカ（声 - 西尾徳）                                                                                | 曽田博久           | 山田稔             |
| 5月21日        | 16     | 阿蘇山大爆発作戦  | - シソチョウシンカ（声 - 依田英助）                                                                          | 曽田博久           | 東條昭平           |
| 5月28日        | 17     | 恐怖！九州大地震  | - キョウリュウシンカ（声 - 西尾徳）                                                                          | 曽田博久           | 東條昭平           |
| 6月04日        | 18     | 東京を襲う大津波  | - エイシンカ（声 - 依田英助）                                                                                | 鷺山京子           | 山田稔             |
| 6月11日        | 19     | 導火線は赤い毒花  | - ヤマアラシシンカ（声 - 依田英助） - 爆弾花                                                                 | 松本功             | 山田稔             |
| 6月18日        | 20     | 追え! 天草の太陽  | - イカシンカ（声 - 依田英助）                                                                                | 曽田博久           | 東條昭平           |
| 6月25日        | 21     | 怒りの北斗必殺剣  | - ワニシンカ（声 - 西尾徳）                                                                                  | 曽田博久           | 服部和史           |
| 7月02日        | 22     | いたずら大戦争！  | - ネコシンカ（声 - 依田英助）                                                                                | 山中伊知郎         | 服部和史           |
| 7月09日        | 23     | 人間ナメクジ作戦  | - ナメクジシンカ（声 - 依田英助）                                                                            | 鷺山京子           | 東條昭平           |
| 7月16日        | 24     | 恐怖の彗星大接近  | - キツネシンカ（声 - 依田英助） - 偽ダイナマン - 偽ダイナロボ                                                | 吉田竣売           | 東條昭平           |
| 7月23日        | 25     | 謎のゲラゲラ地獄  | - ハチシンカ（声 - 依田英助） - ハチ人間                                                                     | 吉田竣売           | 山田稔             |
| 7月30日        | 26     | 激闘！太陽の灯台  | - ヒトデシンカ（声 - 依田英助）                                                                              | 松本功             | 山田稔             |
| 8月06日        | 27     | 死の音セミシグレ  | - セミシンカ（声 - 丸山詠二）                                                                                | 寺田憲史           | 山田稔             |
| 8月13日        | 28     | 人形人間を救え！  | - ヤブカシンカ（声 - 西尾徳） - 人形殺し屋部隊（演 - 高橋利道、城春樹、井上清和、冷水良信、津村ゆかり ほか） | 寺田憲史           | 東條昭平           |
| 8月20日        | 29     | キメラの呪いの服  | - サボテンシンカ（声 - 丸山詠二）                                                                            | 曽田博久           | 山田稔             |
| 8月27日        | 30     | 敵はガリ勉進化獣  | - トゲアリシンカ（声 - 依田英助）                                                                            | 曽田博久           | 東條昭平           |
| 9月03日        | 31     | スパイ有尾人の罠  | - カマキリシンカ（声 - 丸山詠二） - 有尾人尾形一家                                                           | 曽田博久           | 堀長文             |
| 9月10日        | 32     | 消えたパワーガン  | - クモシンカ（声 - 依田英助）                                                                                | （映画の再編集版） | （映画の再編集版） |
| 9月17日        | 33     | レッドになれない  | - マンモスシンカ（声 - 依田英助）                                                                            | 曽田博久           | 堀長文             |
| 9月24日        | 34     | 強敵！メカシンカ  | - ミサイルザリガニ（声 - 丸山詠二）                                                                          | 曽田博久           | 服部和史           |
| 10月01日       | 35     | 新必殺技を求めて  | - ギロチントカゲ（声 - 依田英助）                                                                            | 曽田博久           | 服部和史           |
| 10月08日       | 36     | 出たぞ！必殺技！  | - マシンガンジャガー（声 - 依田英助）                                                                        | 曽田博久           | 東條昭平           |
| 10月15日       | 37     | 女将軍ゼノビア    | - エレキウナギ（声 - 西尾徳）                                                                                | 曽田博久           | 東條昭平           |
| 10月22日       | 38     | 若返れ！天才頭脳  | - ヨロイローズ（声 - 西尾徳）                                                                                | 曽田博久           | 山田稔             |
| 10月29日       | 39     | 抱け！有尾人の卵  | - レーザーホーク（声 - 丸山詠二）                                                                            | 曽田博久           | 山田稔             |
| 11月05日       | 40     | 爆発！無言の怒り  | - ワープロアルマジロ（声 - 依田英助）                                                                        | 曽田博久           | 山田稔             |
| 11月12日       | 41     | 闇に消えた暴走族  | - ドリルホース→ドリルペガサス（声 - 西尾徳）                                                                 | 松本功             | 堀長文             |
| 11月19日       | 42     | 挑戦ダークナイト  | - マサカリベアー（声 - 依田英助）                                                                            | 曽田博久           | 堀長文             |
| 11月26日       | 43     | 島！君は青い稲妻  | - ロケットタイガー（声 - 西尾徳）                                                                            | 曽田博久           | 山田稔             |
| 12月03日       | 44     | 爆発！マグマ爆弾  | - ショベルコング（声 - 依田英助）                                                                            | 松本功             | 山田稔             |
| 12月10日       | 45     | ママはゼノビア？  | - レインボーカメレオン（声 - 依田英助）                                                                      | 曽田博久           | 東條昭平           |
| 12月17日       | 46     | 愛を貫くサーベル  | - ジェットムササビ（声 - 西尾徳）                                                                            | 鷺山京子           | 東條昭平           |
| 12月24日       | 47     | 悪の願い十本尻尾  | - ドクガスイタチ（声 - 依田英助）                                                                            | 曽田博久           | 服部和史           |
| 1984年01月07日 | 48     | 夢野博士の大秘密  | - ブーメランジャッカル（声 - 丸山詠二）                                                                      | 曽田博久           | 服部和史           |
| 1月14日        | 49     | カー将軍の最期    | - カー将軍 - コンピュータードラゴン（声 - 依田英助）                                                         | 曽田博久           | 東條昭平           |
| 1月21日        | 50     | よみがえった強敵  | - ファイヤースフィンクス（声 - 丸山詠二） - ゼノビア - ビルギス                                              | 曽田博久           | 東條昭平           |
| 1月28日        | 51     | 明日をかけた戦い  | - ファイヤースフィンクス - 若き帝王メギド - 若き女王キメラ                                                   | 曽田博久           | 東條昭平           |

## 放送ネット局
特記のない限り、いずれも放送時間は土曜 18:00 - 18:30（→ 18:25）、同時ネット。
- 関東広域圏：テレビ朝日 ※キーステーション
- 北海道：北海道テレビ放送
- 青森県：青森放送：木曜 16:15 - 16:45[113]
- 岩手県：岩手放送（現：IBC岩手放送）：水曜 17:00 - 17:30[113]
- 宮城県：東日本放送
- 秋田県：秋田放送：水曜 17:00 - 17:30[114]
- 山形県：山形放送：金曜 17:00 - 17:30[115]
- 福島県：福島放送
- 新潟県：新潟放送：金曜17:30 - 18:00（1983年2月18日から同年8月12日まで）[116] → 新潟テレビ21（10月[117] - 1984年1月）
- 富山県：北日本放送：月曜 17:00 - 17:25（1983年5月2日から1984年3月26日まで）→ 木曜 17:00 - 17:25（1984年4月5日から同年5月17日まで）[118]
- 石川県：北陸放送：水曜 17:30 - 17:55（1983年2月9日から1984年2月1日まで）[119]
- 福井県：福井テレビ：木曜 17:25 - 17:55（1983年2月17日から1984年2月2日まで）[120]
- 山梨県：山梨放送：金曜 17:00 - 17:30[121]
- 長野県：テレビ信州：土曜 18:00 - 18:30[122]
- 静岡県：静岡けんみんテレビ（現：静岡朝日テレビ）
- 中京広域圏：名古屋放送
- 近畿広域圏：朝日放送（現：朝日放送テレビ）：金曜 17:30 - 18:00（1983年3月まで） → 金曜 17:30 - 17:55（1983年4月以降）（6日遅れネット[注釈 54]）[123]
- 鳥取県・島根県：日本海テレビ：土曜 17:00 - 17:30[124]
- 岡山県・香川県：瀬戸内海放送
- 広島県：広島ホームテレビ
- 山口県：テレビ山口：月曜 17:30 - 18:00[125]
- 徳島県：四国放送：土曜 17:00 - 17:30[126]
- 愛媛県：愛媛放送（現：テレビ愛媛）：火曜 17:25 - 17:55[125]
- 高知県：テレビ高知：水曜 17:00 - 17:30[127]
- 福岡県：九州朝日放送
- 長崎県：長崎放送：金曜 17:20 - 17:50[128]
- 熊本県：テレビ熊本：金曜 17:00 - 17:30[128]
- 宮崎県：宮崎放送：金曜 17:25 - 17:55[129]
- 鹿児島県：鹿児島放送
- 沖縄県：琉球放送：日曜 10:30 - 11:00[130]

## 劇場版
科学戦隊ダイナマン
1983年3月12日公開。上映時間26分。東映まんがまつりの一編として上映された。撮影は画面の横縦比4:3のスタンダードサイズで行われたが、完成作品は画面の上下をカットしたレターボックスサイズとなっている。劇場公開後、画面をスタンダードサイズに戻して再編集した短縮版が、テレビシリーズ第32話「消えたパワーガン」として放送された。
- 監督：東條昭平
- 脚本：曽田博久
- 登場怪人：クモシンカ

## 映像ソフト化
以下、いずれも発売元は東映ビデオ。
- ビデオ（VHS、セル・レンタル共通）は、1990年6月22日から1992年10月25日にかけて全10巻がリリースされた。各巻3話（8 - 10巻は5話）収録。テレビシリーズの初ソフト化に当たり、第36話までがソフト化された。
- DVDは、2007年11月21日から2008年3月21日にかけて全5巻がリリースされた。各巻2枚組で10話（Vol.5のみ11話）収録、初の全話収録となった。
- 2021年4月14日発売の『スーパー戦隊一挙見Blu-ray 1982 - 1986』に計7話[注釈 55]が収録されている[131]。
- 劇場版は2003年7月21日発売のDVD-BOX『スーパー戦隊 THE MOVIE BOX』[132]および、2004年7月21日発売の「スーパー戦隊 THE MOVIE VOl.2」、「スーパー戦隊 THE MOVIE Blu-ray BOX 1976-1995」(2011年6月21日発売）に収録されている。

## 漫画
- 『テレビランド』（徳間書店） - 作画：細井雄二
- 『テレビマガジン』（講談社） - 作画：津原義明
- 『TVアニメマガジン』（秋田書店） - 作画：大谷章

## CS放送・ネット配信
CS放送
- 東映チャンネル
  - 2002年8月 - 2003年2月
  - 2004年4月 - 6月
  - 2025年3月 -

2回目の放送時のみ「アンコールアワー」枠、それ以外は「スーパー戦隊ワールド」枠にて放送。
ネット配信
- 東映特撮 YouTube Official
  - 2013年1月7日 - 6月30日
  - 2017年12月2日 - 2018年6月2日

## シリーズ内の他作品への登場
各作品における詳細はそれぞれの項目を参照。
10大戦隊集合 頼むぞ！ターボレンジャー
『高速戦隊ターボレンジャー』の第1話として放送された特別編で、ダイナマンの5人が登場。
スーパー戦隊大集合
『未来戦隊タイムレンジャー』51話として放送された特別総集編。タイムレンジャー5人がタイムジェットで本作品の世界を見に来たという設定で、本作品の映像が流用されている。
『百獣戦隊ガオレンジャーVSスーパー戦隊』
『百獣戦隊ガオレンジャー』のスーパー戦隊Vシネマで、ダイナレッドおよびダイナマッハが登場。
『海賊戦隊ゴーカイジャー』
劇場用作品『ゴーカイジャー ゴセイジャー スーパー戦隊199ヒーロー大決戦』にレイとダイナロボが、『海賊戦隊ゴーカイジャー THE MOVIE 空飛ぶ幽霊船』にシッポ兵が登場。
『仮面ライダー×スーパー戦隊 スーパーヒーロー大戦』
スーパー戦隊シリーズと仮面ライダーシリーズのクロスオーバー作品で、ダイナマンの5人が登場。
『仮面ライダー×スーパー戦隊 超スーパーヒーロー大戦』
スーパー戦隊シリーズと仮面ライダーシリーズのクロスオーバー作品で、ダイナレッドが登場。
『機界戦隊ゼンカイジャー THE MOVIE 赤い戦い! オール戦隊大集会!!』
『機界戦隊ゼンカイジャー』の劇場作品。ダイナレッドが登場。